# Kostelany
Kostelany (in tedesco Kostelan) è un comune della Repubblica Ceca facente parte del distretto di Kroměříž, nella regione di Zlín.